# 브램블
브램블(Bramble)은 벵갈 고양이와 피터볼드를 교배하여 얻은 미국산 잡종 고양이 중 하나이다. 주요 특성 중 하나로는, 마치 끈처럼 생긴 털을 가지고 있다는 점이다.